# Марков, Аким Маркович
Аким Маркович Марков (13 сентября 1893 года — 1 мая 1962 года) — советский военный деятель, генерал-майор (1940 год).

## Биография
Аким Маркович Марков родился 13 сентября 1893 года в деревне Шоршелы Чебоксарского уезда Казанской губернии, ныне Мариинско-Посадского района, Чувашии.

### Первая мировая и гражданская войны
В апреле 1914 года был призван в ряды в Русской императорской армии и направлен на учёбу в Виленское военное училище, после окончания которого принимал участие в боевых действиях на Румынском фронте, находясь на должностях командира взвода, помощника командира роты и командира пулемётной роты. В апреле 1918 года был демобилизован из рядов армии в чине подпоручика.
В сентябре 1918 года вступил в ряды РККА, после чего был назначен на должность командира роты и батальона в составе Казанского советского полка, в феврале 1919 года — на должность командира батальона сводного полка, преобразованного вскоре в 250-й стрелковый полк (28-я стрелковая дивизия), а в мае 1919 года — на должность начальника связи 5-го стрелкового полка.
С августа 1920 года служил на должностях адъютанта 3-го крепостного стрелкового полка, для поручений при коменданте Сарапульского, Челябинского, Кокчетавского и Акмолинского укреплённых районов, начальника оперативной части и начальника штаба 3-й Сибирской стрелковой дивизии (Народно-Революционная армия Дальневосточной Республики). Принимал участие в боевых действиях на Восточном фронте против войск под командованием адмирала А. В. Колчака.

### Межвоенное время
В августе 1920 года был направлен на учёбу в Военную академию РККА, после окончания которой в сентябре 1923 года был направлен в 13-ю стрелковую дивизию (Северокавказский военный округ), где служил на должностях командира 1-й показной роты (38-й стрелковый полк) и командира роты дивизионной школы, а в июле 1924 года был назначен на должность начальника разведывательного отдела штаба Северокавказского военного округа. Принимал участие в боевых действиях против повстанцев на территории Чечни.
С ноября 1926 года состоял в распоряжении 4-го Управления Штаба РККА, после чего был назначен на должность помощника начальника 4-го отдела этого управления, в декабре 1927 года — на должность помощника начальника 1-го отдела 1-го Управления, в марте 1930 года — на должность начальника военного сектора этого управления, в ноябре 1931 года — на должность командира 7-го стрелкового полка (3-я Крымская стрелковая дивизия, Украинский военный округ), а в сентябре 1934 года — на должность начальника штаба Новоград-Волынского укрепленного района.
В декабре 1934 года Марков был направлен на учёбу на оперативный факультет Военной академии имени М. В. Фрунзе без освобождения от занимаемой должности. В июле 1935 года был назначен на должность начальника 1-го отдела, а затем на должность заместителя начальника и временно исполняющего должность (с апреля 1938 по апрель 1939) начальника штаба Уральского военного округа. Принимал участие в боевых действиях в ходе советско-финской войны, куда был откомандирован для передачи опыта из штаба Уральского военного округа.
В октябре 1940 года был назначен на должность заместителя начальника штаба Уральского военного округа по организационно-мобилизационным вопросам, в ноябре — на должность командира 98-й стрелковой дивизии, а в марте 1941 года — на должность командира 51-го стрелкового корпуса.

51-й стрелковый корпус 14 июня 1941 года начал передислокацию с Урала в Западный Особый военный округ (ЗапОВО), районы разгрузки частей находились на станциях Дретунь (Витебская область) и Идрица (Псковская область).

### Великая Отечественная война
С 26 июня 1941 года 51-й стрелковый корпус под командованием Маркова А. М. в составе 22-й армии вступил в бои против немецких 16-й армии и 3-й танковой группы на рубеже Себежский укрепрайон — Краслава — Дрисса — Дисна.

18 июля части корпуса попадают в полное немецкое окружение. С 20 по 22 июля предпринимаются попытки прорыва корпуса из окружения, но выйти удаётся отдельным подразделениям. В ночь на 23 июля, в соответствии с принятым решением командования корпуса, подразделения стали выходить из окружения, разбившись на отдельные группы.

В частности, генерал-майор Марков А. М. во главе группы в 150 человек вышел из окружения в полосе действия 29-й армии, оборонявшейся южнее 22-й армии.
В ноябре 1941 года был назначен на должность заместителя командующего по тылу 20-й армией, после чего принимал участие в ходе Московской битвы, а в ноябре 1942 года назначен на аналогичную должность в 27-ю армию, после чего участвовал в боевых действиях во время Демянской наступательной операции, битвы за Днепр и Корсунь-Шевченковской наступательной операции.
С мая 1944 года состоял в распоряжении начальника тыла РККА и в сентябре того же года был прикомандирован к Военной академии имени М. В. Фрунзе, где временно исполнял должность начальника курса.

Могила Маркова на Востряковском кладбище Москвы.

### Послевоенная карьера
В ноябре 1945 года Марков был назначен на должность старшего преподавателя кафедры оперативной подготовки академии, в октябре 1946 года — на должность старшего преподавателя по оперативно-тактической подготовке — тактического руководителя учебной группы основного факультета, в марте 1950 года — на должность старшего преподавателя кафедры общей тактики, а в июле 1951 года — на должность старшего тактического руководителя этой же кафедры.
Генерал-майор Аким Маркович Марков в декабре 1954 года вышел в запас. Умер 1 мая 1962 года в Москве. Похоронен на Востряковском кладбище

## Награды
- Орден Ленина (21.02.1945);
- Три ордена Красного Знамени (10.01.1944, 2.03.1944, 3.11.1944);
- Медали.

## Воинские звания
- полковник (2.12.1935)
- комбриг (1.07.1938)
- генерал-майор (4.06.1940)